# Gian Vincenzo Pinelli
Gian Vincenzo Pinelli (Napoli, 1535 – Padova, 31 agosto 1601) è stato un umanista italiano, celebre studioso e mentore di Galileo.
La sua vastissima corrispondenza epistolare lo mise al centro di una rete europea di sapienti.
«Mecenate e fine umanista, amico dei gesuiti, ma anche di personaggi inquieti come Jacopo Corbinelli e Andreas Dudith, appassionato di astronomia, matematica, botanica, alchimia, Pinelli era in corrispondenza con le personalità più eminenti della cultura del tempo e la sua rinomata biblioteca si era trasformata in «accademia», luogo d'incontro e di discussione per italiani e stranieri.»

## Biografia
Gian Vincenzo Pinelli nacque a Napoli nel 1535 da Cosimo Pinelli e Vincenza Ravaschiera, entrambi appartenenti a famiglie nobili genovesi. Il padre, ricco mercante, si era trasferito nella città partenopea per meglio curare i suoi affari. Destinato alla carriera ecclesiastica, fu affidato a prestigiosi maestri; per le lettere latine e greche il letterato napoletano Gian Paolo Vernaglione, per la musica il grande madrigalista fiammingo Philippe de Monte, con il quale rimase in contatto tutta la vita, per la medicina e la botanica Bartolomeo Maranta, che nel 1559 gli dedicò il suo Methodi cognoscendorum simplicium libri tres. Frutto della sua passione per le piante, fu la costruzione di un giardino dei semplici, importante nella storia della botanica italiana. Nel 1558, dopo un iniziale rifiuto, riuscì ad ottenere dal padre l'assenso a proseguire gli studi di giurisprudenza all'Università di Padova. Lasciò Napoli sul finire del 1558, poco più che ventitreenne e non vi fece più ritorno se non per brevi soggiorni. Non conseguì la laurea, ma poté coltivare gli studi più vari di scienza e di letteratura (conobbe il greco, il latino e l'ebraico, il francese e lo spagnolo) e pose le basi di quel museo scientifico e quella biblioteca che costituiscono la sua maggiore benemerenza verso gli studi. Strinse amicizia con Paolo Manuzio, e con il figlio Aldo Manuzio il Giovane, con il matematico Guidobaldo Del Monte, con il futuro cardinale Agostino Valier e con Ippolito Aldobrandini, il futuro papa Clemente VIII. 
Ben presto la sua fama di erudito si diffuse oltre i confini della Repubblica di Venezia, e Pinelli raccolse attorno alla sua preziosa biblioteca un cenacolo di patrizi veneti e intellettuali e scienziati locali o forestieri, da Torquato Tasso a Giovanni Battista Della Porta, da Paolo Sarpi a Giusto Lipsio che, riferendosi al Pinelli, scriveva al medico francese Carolus Clusius: «... amo virum magnum apud omnes magnos». Lorenzo Pignoria, in una lettera a Paolo Gualdo, paragonava Pinelli a Tito Pomponio Attico: «Et sane non occurret forte diligenter indagantibus qui cum Pomponio Attico, praeter unum Pinellum componi possit. Ambo nobiles, ambo litterati, ambo magnis amicitiis florentes, ambo intra privatam fortunam steterunt.» Il circolo di Pinelli era frequentato anche da personalità eminenti della Chiesa Cattolica, come Roberto Bellarmino, Federico Borromeo, Cesare Baronio e Antonio Possevino. La frequentazione da parte dei padri gesuiti della biblioteca fu, inoltre, assidua e libera.
La sua vasta biblioteca, una delle migliori, forse la migliore, biblioteca privata in Italia nella seconda metà del XVI secolo, comprendeva migliaia di volumi a stampa e diverse centinaia di manoscritti, tra i quali la celeberrima Ilias picta o Ilias Ambrosiana (Milano, Biblioteca Ambrosiana, F 205 inf.), miniata probabilmente per la Biblioteca di Alessandria d'Egitto verso la fine del V secolo. Alla sua morte nel 1601, Nicolas-Claude Fabri de Peiresc impiegò diversi mesi a prendere appunti per redigerne un catalogo. «Il catalogo più importante della collezione è conservato presso la Biblioteca Ambrosiana (ms B 311 suss.) e risulta redatto a Napoli dall'avvocato Fabio Leuco, emissario di Federico Borromeo, insieme al monaco Costantino de' Notari, e da essi firmato e datato febbraio 1609. (...) Si tratta di un manoscritto di 193 carte: da carta 1 a carta 179 comprende i libri a stampa e i manoscritti latini e volgari, da carta 181 a carta 193 la sezione greca della biblioteca. In tutto circa 5.400 libri a stampa e poco più di 700 manoscritti.»
Pinelli non compose alcuna opera, ma della sua rara erudizione si giovarono moltissimi letterati. Morì nel 1601. Il  suo segretario, Paolo Gualdo, pubblicò nel 1607 una biografia del suo maestro, ancor oggi fondamentale per la ricostruzione della sua vita.
La sua splendida biblioteca, distribuita in 130 grandi casse, 14 delle quali contenevano i soli manoscritti, fu imbarcata su tre navi per essere trasportata agli eredi di Pinelli a Napoli; ma durante il viaggio via mare, una delle navi del convoglio fu catturata dai corsari barbareschi, che gettarono in mare undici delle trentatré casse a bordo, «otto di libri, due di ritratti, e una nella quale erano certi liuti, sfere, instrumenti matematici e cose simili», lasciando che la barca alla deriva raggiungesse le spiagge di Porto San Giorgio nelle Marche, dove le ventidue casse rimanenti vennero recuperate grazie all'intervento del vescovo di Fermo, il cardinale Ottavio Bandini. Quello che rimase della collezione fu acquistato dagli emissari del cardinale Federico Borromeo per la somma di 3.050 scudi d'oro.
In particolare, la biblioteca fu ereditata nel 1601 dal nipote Cosimo II Pinelli, il quale subito si adoperò per organizzare il trasferimento dei libri, ma il 3 novembre del 1602 morì e i libri conservati a Giugliano andarono così in eredità al figlio di otto anni Galeazzo Francesco. Tale circostanza indusse il Cardinale milanese Federico Borromeo a fare una proposta di acquisto, la vendita avvenne nel 1608, per una somma tutto sommato relativamente bassa.